# Erlanger
Erlanger – miasto w Stanach Zjednoczonych, w stanie Kentucky, w hrabstwie Kenton.